# Cykloskop
Cykloskop – aparat (projektor) do wyświetlania ruchomych i nieruchomych obrazów, skonstruowany w 1919 roku przez Piotra Lebiedzińskiego oraz Stanisława Śliwińskiego. Na jednej kliszy znajdowało się od 8 do 24 przezroczy, ułożonych koliście, symetrycznie względem osi jej obrotu. Światło projektora przechodziło przez przeźrocza i przez obiektyw wyświetlane było na ekranie ustawionym przed urządzeniem. Klisza mogła być obracana o określony kąt odpowiadający położeniu kolejnego przezrocza lub wprawiana w ciągły ruch obrotowy, wtedy szybko wyświetlane kolejne przeźrocza powodowały złudzenie ruchu na ekranie. 
Informacja prasowa z 1919 roku anonsowała: „Dzięki zastosowaniu specjalnej emulsji do klisz, używanej przy wyrobie przeźroczy, udało się zmniejszyć, bez szkody dla  wyraźności projekcji wymiary obrazów do formatu 18 × 24 mm (zamiast używanego zwykle 85 × 85 mm), co pozwoliło na umieszczenie 8 (ewentualnie 24) obrazów na jednej wspólnej kliszy. (...) Obrazy do przezroczy umieszczone są na jednej kliszy w formie gwiazdy, klisza zaś za pomocą zwykłego kontaktu obraca się automatycznie”.